# 鲁山县
鲁山县，古称鲁阳，是中华人民共和国河南省平顶山市下辖的一个县。鲁山县位于河南省中部，伏牛山东麓，北依洛阳、南临南阳、东接平顶山，总面积2432平方公里，县政府驻鲁阳镇。

## 历史
战国时期魏国的《竹书纪年》称帝尧陶唐氏之后刘累迁于鲁阳 ，西汉置鲁阳县，北周改鲁山县至今。民国三十一年（1942年）4月至民国三十三年（1944年）3月，国民党河南省政府、省党部、省参议会等部门迁驻鲁山。1947年11月至1949年2月，中共豫陕鄂边区和豫西区党、政军领导机关又先后驻此。这一时期，鲁山县成为豫陕鄂边区、豫西区政治、经济、文化的中心。1983年由许昌地区划归平顶山市。

## 人口
根據第七次人口普查數據，截至2020年11月1日零時，魯山縣常住人口787109人。

## 自然地理
鲁山县山区占总面积的77%。西部山地，中部丘陵，东部平原，被称为七山一水二分田。沙河从西向东过境，其它较大河流有24条，均为沙河支流。有库容6.4亿立方米的昭平台水库。地处北亚热带向暖温带过渡地带，年均气温14.8℃，年均降水量1000毫米。

## 资源
境内矿产资源丰富，已发现的各类矿产42种，矿产地近200处，已探明储量及探明部分储量的矿产有19种，其中煤、铁、铝土、耐火粘土、石膏、石墨等矿产储量丰富。
鲁山县土地肥沃，光照充足，粮食作物一年两熟。主产小麦、玉米、谷子、水稻、豆类和薯类。

## 行政区划
鲁山县下辖4个街道办事处、7个镇、13个乡：
露峰街道、琴台街道、鲁阳街道、汇源街道、下汤镇、梁洼镇、张官营镇、张良镇、尧山镇、瓦屋镇、赵村镇、四棵树乡、团城乡、熊背乡、让河乡、观音寺乡、昭平台库区乡、背孜乡、仓头乡、董周乡、张店乡、辛集乡、滚子营乡和马楼乡。

## 政治

### 政治爭議
2023年8月，魯山政府被揭斥715萬巨資建造一「天價」牛郎織女雕塑，引發社會關注。當記者致電當地政府時，卻「一問六不知」，甚至遭到住房建設局工作人員等辱罵。遭到輿論質疑，被批以「近乎黑社會暴力威脅的官僚主義行為來掩蓋問題」。儘管當局已免除住建局局長職務，仍被民眾認為處理過於敷衍了事。
2025年7月16日，平頂山市聯合調查組表示，事件中多名官員及公司工作人員已獲刑。

## 交通
鲁山县交通便利，焦柳铁路纵穿南北，设辛集、鲁山、让河、草店、交界5个车站。打通了鲁山通往全国的大门，成为中原通往全国的主要交通枢纽，并形成了辐射全国市场的独特优势。公路四通八达， 311国道、 207国道及省道纵横全县，除直抵郑州、开封、洛阳、南阳、漯河、周口、商丘、许昌、项城、栾川、临汝、叶县、方城、嵩县等市、县外，境内公路如网，城乡公路网络密布，各乡（镇）行政村均通汽车。

## 名胜古迹
本地的全国重点文物保护单位有望城岗冶铁遗址、段店窑址和元次山碑。
- 中原大佛
- 画眉谷
- 空军鲁山航空展览馆
- 尧山风景区（原石人山风景区）